# Über die Wupper gehen

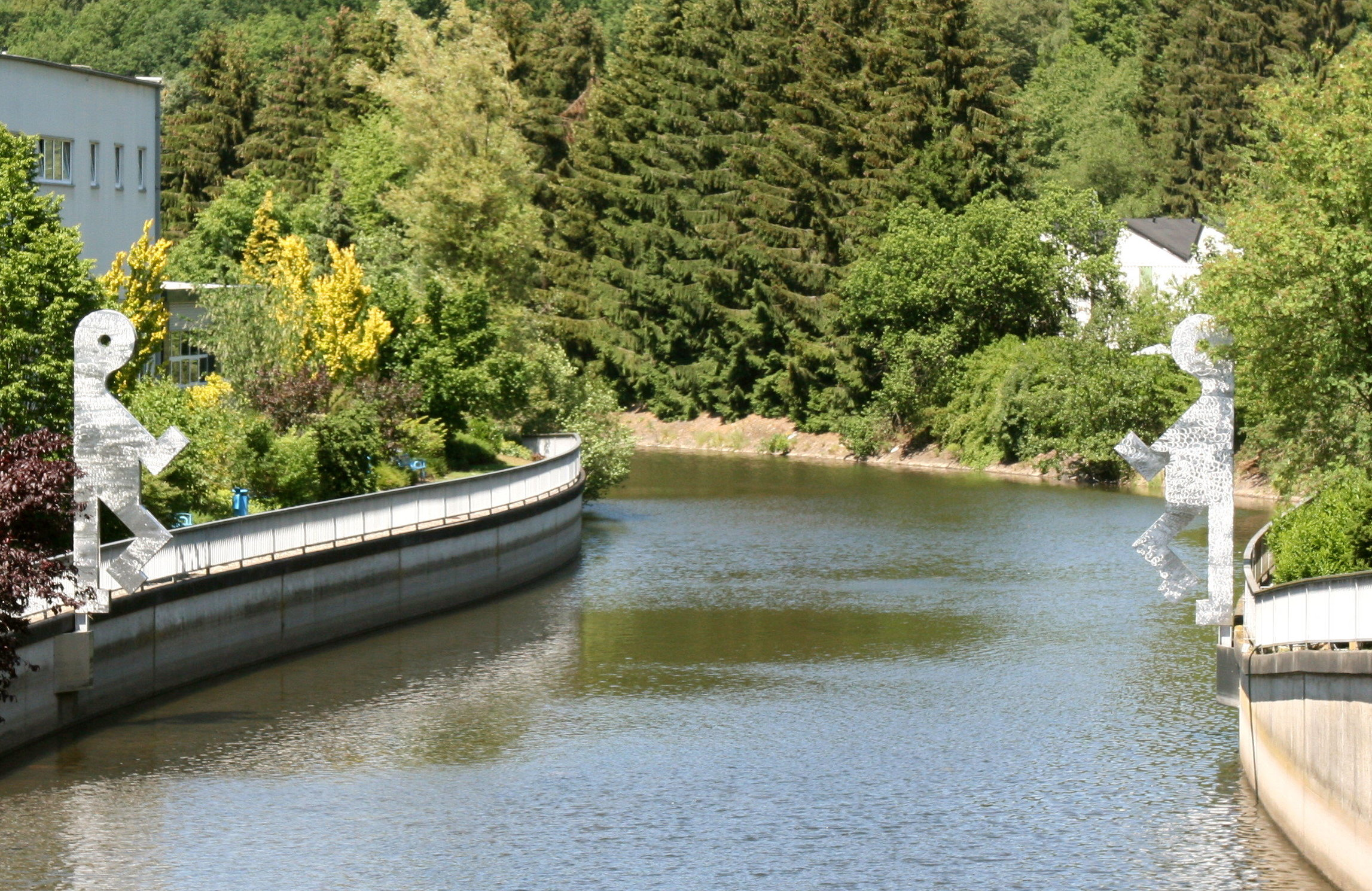
Über die Wupper gehen, Kunstwerk Wupperbrücke Rader Straße, Hückeswagen

Die Redewendung über die Wupper gehen hat im deutschen Sprachgebrauch mehrere Bedeutungen. Die Überquerung des Flusses Wupper steht als Redewendung synonym für das Sterben, für eine Haftstrafe, aber auch als Umschreibung für eine Insolvenz und für Flucht und Emigration. Sie gilt mit ihren unterschiedlichen Bedeutungen als eine der interessantesten deutschen Redewendungen. Für ihre Deutungen existieren vielfältige Erklärungen. Die Redewendung ist im deutschen Sprachraum sehr weit verbreitet, selbst in der Schweiz und in Österreich ist sie bekannt; somit besitzt auch der eher kleine Fluss Wupper einen ungewöhnlich hohen Bekanntheitsgrad im deutschen Sprachraum.

## Herleitungen

### Klassisch
Die Redewendung über die Wupper gehen wurde als das Bergische Gegenstück zur Redewendung über den Jordan gehen angesehen. Ihm wurde zugeschrieben, als Grenzfluss eine Entsprechung des Grenzflusses Styx der griechischen Sagenwelt zu sein. Der Fluss Styx trennte das Reich der Lebenden von dem Hades, dem Reich der Toten.

### Die Gerichte und das Gefängnis

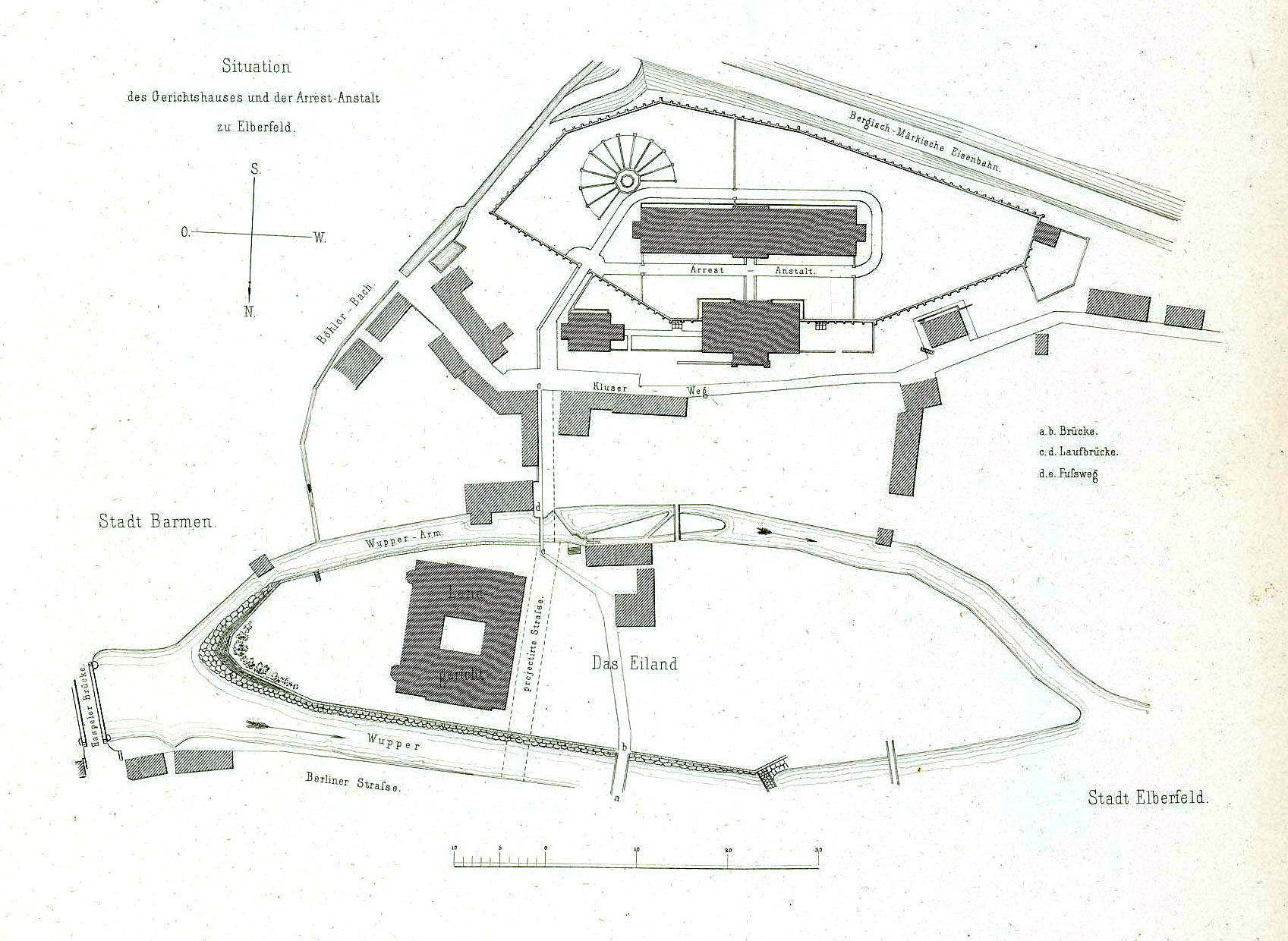
Situationsskizze von Gefängnis und Landgericht (1852)

Im Osten Elberfelds an der Stadtgrenze zu Barmen befand sich die Justizvollzugsanstalt Bendahl. In ihr wurden bis 1912 auch Hinrichtungen durch das Fallbeil vollzogen. Wer im 1852 neu gebauten „königlich-preußischen Landgericht Elberfeld“ auf einer Insel in der Wupper, dem „Eiland“, das inzwischen als Gerichtsinsel bekannt ist, verurteilt wurde und über die Wupper musste, der war entweder zum Tode oder zumindest zu einer Haftstrafe verurteilt und musste ins Gefängnis.
Ebenfalls auf der Gerichtsinsel ansässig ist das Amtsgericht, zu dem auch das Konkursgericht der Industriestadt Elberfeld gehörte. Um einen Konkurs anzumelden, musste der Geschäftsmann die Wupper überqueren und es entstand die Deutung, wer „über die Wupper gegangen ist“, ist in die Pleite gegangen.

### In die Freiheit

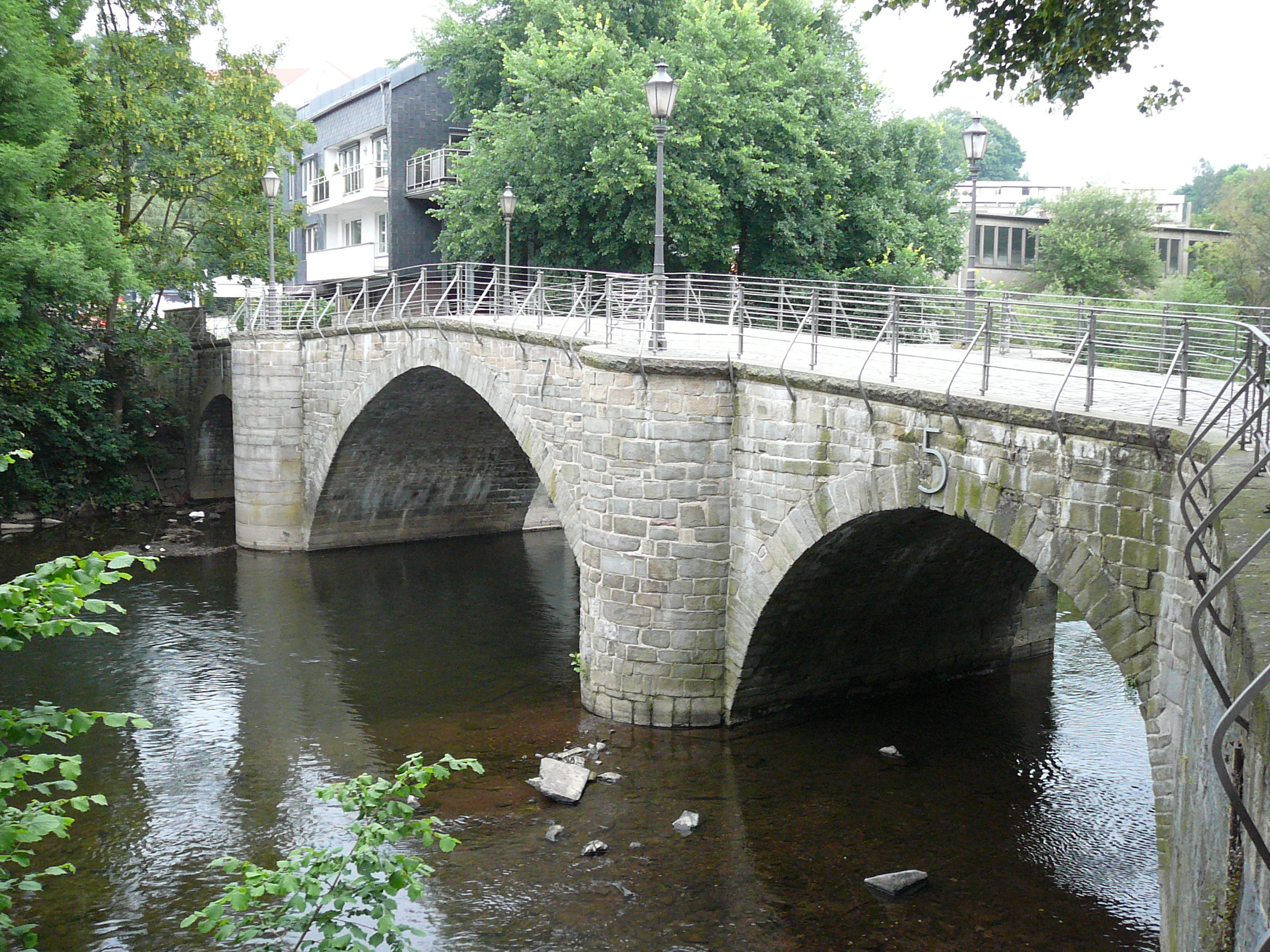
Die Heckinghauser Zollbrücke, älteste Steinbrücke in Wuppertal (1775). Sie verband das bergische Barmen mit dem märkischen Langerfeld (1922 eingemeindet)

Eine weitere Deutung geht auf die Praxis des preußischen Soldatenkönigs Friedrich Wilhelm I. zurück, nach seiner Krönung im Jahr 1713 junge Männer in seinem Herrschaftsgebiet als Soldaten zwangszurekrutieren. Mit der Grafschaft Mark endete sein Gebiet an der Wupper, und am anderen Ufer dieses Grenzflusses lag das Herzogtum Berg, in dem die Männer vor Zwangsrekrutierung sicher waren. Viele Männer flüchteten vor dem Kriegsdienst und der Zwangsrekrutierung über das Wasser der Wupper und emigrierten ins sichere Herzogtum Berg. Diese Praxis der Zwangsrekrutierung setzte sich unter den Nachfolgern von Friedrich Wilhelm I., Friedrich II. und Friedrich Wilhelm II., fort. Die Schlesischen Kriege und schließlich der Siebenjährige Krieg forderten jahrzehntelang viele Soldaten. Von der Zuwanderung gesunder, kräftiger junger Männer profitierte die Barmer Seite der Wupper, jedoch schadete sie der Wirtschaftskraft der märkischen Seite.

### Der Tod

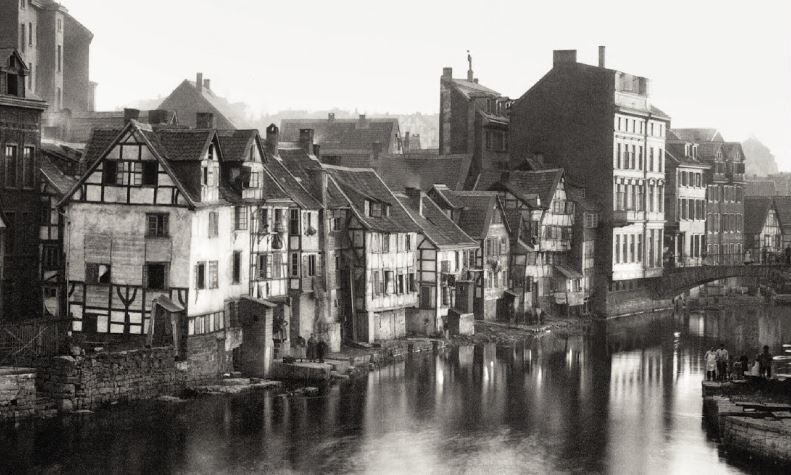
Die Fuhr, Teil der Südstadt Elberfelds (1880)

Eine alte Deutung der Redewendung besagt, auf der einen Seite der Wupper habe es eine Siedlung gegeben, deren Friedhof auf der anderen Wupperseite lag. Um auf dem Friedhof bestattet zu werden, musste der Verstorbene die Wupper überqueren und wäre damit über die Wupper gegangen. Für die südliche Elberfelder Vorstadt ist in alten Karten kein Friedhof verzeichnet; mithin gab es tatsächlich Bestattungen auf der anderen Seite der Wupper im Nordteil im städtischen Kirchhof oder später dem Friedhof außerhalb der Stadtbefestigung.
Spekulativ soll es ein Gefängnis gegeben haben, dessen Todestrakt über eine Wupperbrücke, ähnlich wie die italienische Seufzerbrücke, erreichbar gewesen sein soll. Jünger ist die Deutung, die Bezug auf das in den 1930er Jahren am Ufer der Wupper gelegene KZ Kemna nimmt.

### Die Umwelt

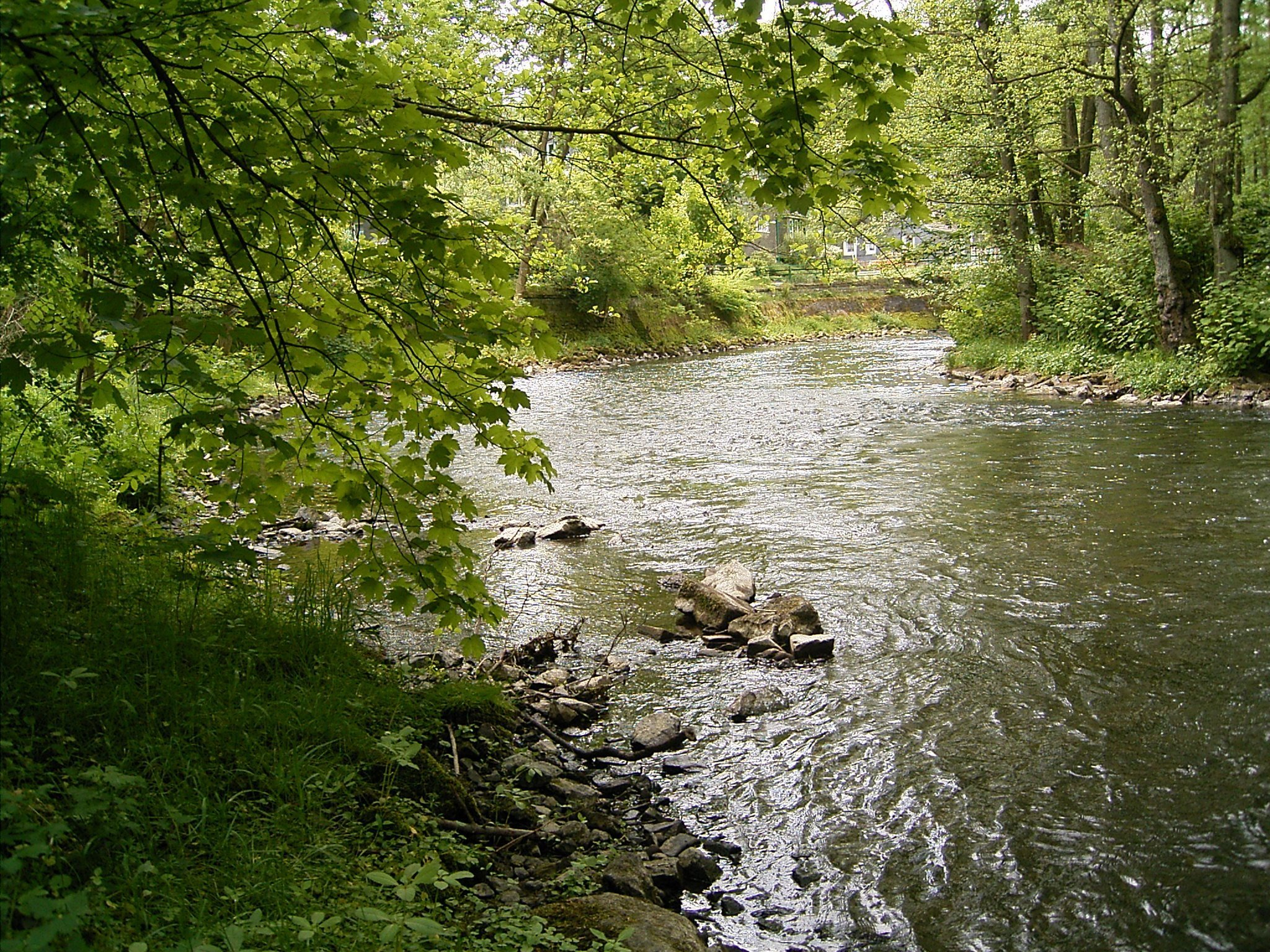
Wupper bei der Beyenburger Brücke Höhe der Straße Porta Westfalica, Grenzübergang zwischen Berg und Mark

Nach Beginn der Industrialisierung, die ein großes Bevölkerungswachstum mit sich brachte, wurden immer mehr ungeklärte Abwässer der angrenzenden Gemeinden und Industrieunternehmen in die Wupper eingeleitet. Dies führte dazu, dass sich die Wasserqualität der Wupper rapide verschlechterte, sie wurde nach der Emscher als dreckigster Fluss Deutschlands angesehen und galt ökologisch als tot. Nur im Quellbereich der Wupper, dort wird sie Wipper genannt, existierte noch Leben im Wasser, im restlichen Verlauf des Flusses dagegen nicht mehr. Redensartlich war die Wupper selbst „über die Wupper gegangen“. Dieser Prozess wurde zu Beginn des 21. Jahrhunderts gestoppt. Wenngleich sich der Zustand des Flusses seitdem stark verbessert hat, besitzt die Wupper noch immer keine Badewasserqualität. Inzwischen werden auch wieder Fische in der Wupper ausgesetzt, und erste Lachse kehren zum Laichen in die Wupper zurück.